# Norberto José Ribeiro
Norberto José Ribeiro (Alhos Vedros, 1774 — 1844) foi um pintor português, professor agregado às aulas de pintura da Academia de Belas Artes de Lisboa.